# Luigi Cremona
Luigi Cremona (7 de diciembre de 1830 - 10 de junio de 1903) fue un matemático italiano. Su vida estuvo dedicada al estudio de la geometría y a la reforma de la enseñanza de la matemática avanzada en su país. Su reputación descansa principalmente en su obra «Introduzione ad una teoria geometrica delle curve piane» Hizo aportes fundamentales al conocimiento de las curvas y superficies algebraicas. También desarrolló un método muy popular de cálculo de estructuras isostáticas planas llamado diagrama de Cremona.

## Biografía
Luigi Cremona nació en Pavia (Lombardía), entonces parte del Reino de Lombardía-Venecia controlado por Austria.
En 1848 hubo de abandonar los estudios para incorporarse al batallón «Italia Libre» que se había levantado en armas contra la dominación austriaca. Vuelto a la Universidad, retomó sus estudios bajo la dirección de Francesco Brioschi. En 1853 se doctoró en ingeniería civil y arquitectura y se decidió a iniciar una carrera como profesor de matemáticas.
Su primer trabajo fue como profesor de matemáticas elementales en el Liceo de Cremona. Posteriormente obtuvo un puesto similar en Milán. En 1860 fue nombrado profesor titular de geometría superior en la Universidad de Bolonia, y en 1866 profesor de geometría superior y de estática gráfica en la Universidad Técnica Superior de Milán. En este mismo año se presentó al premio Jakob Steiner de la Academia de Berlín con un tratado titulado "Memoria sulle superfici del terzo ordine", y compartió el galardón con J. C. F. Sturm. Dos años más tarde se le concedió el mismo premio sin necesidad de presentarse al concurso.
En 1873 fue reclamado desde Roma para organizar la universidad de ingeniería, donde fue nombrado primero profesor de matemáticas superiores y catedrático en 1877. La reputación de Cremona por entonces había llegado a toda Europa, y en 1879 fue elegido Miembro Correspondiente de la Royal Society de Londres. Ese mismo año fue nombrado senador del reino de Italia.
Desde 1856 Cremona había comenzado a contribuir a los "Annali di scienze fisiche", y al "Annali di matematica". Sus artículos aparecieron en revistas matemáticas de Italia, Francia, Alemania e Inglaterra, publicando varios trabajos importantes, muchos de los cuales se tradujeron a otros idiomas. Su manual de Estática Gráfica (Le figure reciproche della statica grafica (1872)) y sus Elementos de Geometría Descriptiva (Elementi di geometria proiettiva (1873) y Elementi di calcolo grafico (1874)) han sido publicados en inglés por la editorial Clarendon, traducidos por C. Leudesdorf.
Murió en Roma en 1903.

## Obra
- Introduzione ad una teoria geometrica delle curve piane, Tipi Gamberini e Parmeggiani, Bologna, 1862.
- Opere matematiche di Luigi Cremona, pubblicati sotto gli auspici della R. Accademia dei Lincei, U. Hoepli, Milano, 1914.
- Elements of projective geometry, Clarendon press, Oxford, 1885. (Traducido por Charles Leudesdorf.)
- Graphical statics. Two treatises on the graphical calculus and reciprocal figures in graphical statics, Clarendon press, Oxford, 1890. (Traducido por Thomas Hudson Beare.)

## Reconocimientos
- El cráter lunar Cremona lleva este nombre en su honor.